# Deutz AG
Deutz AG este o companie germană care produce diverse motoare pentru o gamă largă de industrii.